# Lista de partidos políticos do Benim
Este artigo lista partidos políticos no Benim, que tem um sistema multipartidário.

## Os partidos

### Partidos parlamentares
- Movimento presidencial (Mouvance Presidentielle)
  - União para o Futuro Benim ou União de Benim de Amanhã (Union pour le Bénin du futur)
    - Frente de Ação para Renovação e Desenvolvimento (Front d'action pour le rénouveau et le développement, FARD-ALAFIA)
    - Partido social-democrata (Parti Social-Démocrate)

  - Movimento Africano para o Desenvolvimento e o Progresso (Mouvement africain pour la dévelloppement et le progrès)
  - Key Force (Force clé)
  - Impulso ao progresso e à democracia (Impulsion au progrès et la démocratie)
  - Alliance MDC-PS-CPP
    - Movimento para o Desenvolvimento pela Cultura (Mouvement pour le Développement par la Culture)
    - Partido da Salvação (Parti du Salut)
    - Congresso de Pessoas para o Progresso (Congrès du Peuple pour le Progrès)

  - Aliança das Forças de Progresso (Alliance des Forces du Progrès)
  - Movimento para o Desenvolvimento e a Solidariedade (Mouvement pour le Développement et la Solidarité)
  - Rally para a democracia e o progresso (Rassemblement pour la Démocratie et le Progrès)
- Partido Renascimento Benim ou Partido do Renascimento do Benin (Parti de la renaissance du Bénin)
- Partido da Renovação Democrática (Parti du renouveau démocratique)
- Star Alliance (Alliance Étoile) 
  - Construtores e Gerentes de Liberdade e Democracia (Bâtisseurs et Gestionnaires de la Liberté et de la Démocratie)
  - Os Verdes (Les Verts)
  - União para a Democracia e Solidariedade Nacional (Union pour la Démocratie et la Solidarité Nationale)
- Nova Aliança (Nouvelle Alliance)

Após as eleições, o Partido da Renovação Democrática se juntou ao Movimento Presidencial.

#### Outros partidos
- Congresso Africano de Renovação (DUNYA)
- Movimento Africano para a Democracia e o Progresso (MADEP)
- Aliança para a Democracia e o Progresso (ADP)
- Aliança do Partido Social Democrata (PSD)
- União Nacional para a Solidariedade e Progresso (UNSP)
- Aliança do Camaleão (AC)
- Coalizão das Forças Democráticas
- Partido Comunista de Benim (PCB);
- Hope Force (Force Espoir)
- Rally liberais democratas de Reconstrução Nacional-Vivoten (Rassemblement des Démocrates Libéraux pour la Reconstruction nationale)
- Movimento para o Compromisso e o Despertar dos Cidadãos (MERCI)
- Movimento para a alternativa do povo (Mouvement pour une Alternative du Peuple)
- Nova Geração para a República (NGR)
- Nossa causa comum (NCC)
- Partido Democrata de Benim (PDB)
- Rally para a Democracia e pan-africanismo (RDP)
- União para a pátria e o trabalho (UPT)
- União para a Democracia Nacional e a Solidariedade (UDS)

Há aproximadamente 20 partidos menores.